# أركولي رابيتي
 أركولي رابيتي (بالإيطالية: Ercole Rabitti)‏ هو لاعب ومدرب كرة قدم إيطالي سابق. ولد في مدينة تورينو الإيطالية يوم 24 أغسطس 1921 وتوفي في فيرارا 28 مايو 2009. لعب رابيتي في شبابه لنادي يوفنتوس الإيطالي منذ 1939 حقق خلالها عدة بطولات وكؤوس إلى سنة 1943 انتقل خلالها إلى عدة اندية إيطالية في الدرجتين الأولى والثانية وبعد اعتزاله اللعب سنة 1957 تحول إلى التدريب فدرب نادي يوفنتوس سنة 1970 وبعدها درب نادي تورينو في الثمانينات من القرن الماضي.